# جيمس دبليو. ريد (مهندس معماري)
جيمس دبليو. ريد (بالإنجليزية: James W. Reid) هو مهندس معماري أمريكي، ولد في 1851، وتوفي في 1943.